# Новопідрєзково (платформа)
Новопідрє́зково (рос. Новоподрезково) — залізнична платформа в Молжаниновському районі, на півночі Москви.
Платформа знаходиться на головному ходу Ленінградського напрямку Жовтневої залізниці, у складі лінії МЦД-3, між станціями Планерна та Підрєзково.
Має дві основні посадкові платформи на 1-й та 2-й колії. На 3-й (середній) колії в 1990-і роки, під час ремонту дистанції після зсуву, була споруджена додаткова коротка посадкова платформа на один вагон, яка не збереглася.
На платформі № 1 в сторону Москви розташована квиткова каса, відкрита у 2009 році. Для переходу між платформами використовується пішохідний міст. Час в дорозі з Ленінградського вокзалу — 35-40 хвилин.

## Історія
Під час проведення електрифікації та часткової модернізації Жовтневої залізниці, в 1951 році, споруджено нову платформу, для покращення транспортної доступності жителів Підмосковних населених пунктів, що отримала назву «Новопідрізково» 
.
Зупинка має дві основні посадкові платформи на 1-й та 2-й колії. 
На 3-й (середній) колії в 1990-і роки, під час ремонту дільниці лінії після зсуву ґрунту, була споруджена додаткова коротка посадкова платформа на один вагон, яка не збереглася.
На платформі № 1 у бік Москви розташована квиткова каса, відкрита у 2009 році. 
Для переходу між платформами використовується пішохідний шляхопровід. 
Час по дорозі з Ленінградського вокзалу, близько 35 — 40 хвилин.
З 23 квітня 2013 ведеться ремонт платформи. 
З квітня 2014 року за напрямом руху електропоїздів до Москви функціонують турнікети, за напрямом руху електропоїздів із Москви вихід здійснюється на дерев'яну платформу з усіх вагонів.